# あったゆういち
あった ゆういち（1974年9月22日 - ）は、日本の声優、俳優、ナレーター、スポーツ実況者。沖縄県南城市出身。キャラ（キャラOKINAWA）所属。

## 出演

### 映画
出演
- カラカラ（英語版）（2013年公開、クロード・ガニオン監督、工藤夕貴主演） - 健一[3]

吹き替え
- 結婚て幸せですか?（アー・タン）
- ライアンを探せ!（2006年公開、カメ）

### テレビ
- チネマパラディーゾ（琉球朝日放送） - ナレーション
- 琉神マブヤー（琉球放送、2008年10月4日 - 12月27日） - ナレーション
- #ハピイレ（琉球朝日放送、2018年10月6日 - 2020年9月26日） - MC
- 琉球歴史ドラマ（琉球放送）
  - 「尚巴志」（2017年3月15日−3月29日） - 我那覇 役[4]
  - 「尚円王」（2020年2月12日−2月26日） - 尚泰久 役[5]
  - 「阿麻和利」（2024年2月7日−2月21日） - 越来王子（尚泰久） 役[6]
- 琉球トラウマナイトレジェンド「ジュリマジムン」（沖縄テレビ、2021年） - 哲也 役[7]
- 続・疫（えやみ）～侵蝕～ （沖縄テレビ、2024年） - 高江洲祐一 役[8]

### 配信ドラマ
- ゲート・オン・ザ・ホライズン～GOTH～（2025年4月18日- 、FOD） - 琉斗とメグの父親 役

### ラジオ
- シャキッとi（琉球放送、2012年4月 - 2014年3月） - 金曜パーソナリティ
- MUSIC SHOWER Plus+（琉球放送） - ラジオカーレポーター

### CM
出演
　やずや
- イオン琉球かりゆしウェア（パパ）
- 国保 /国保でゆいまーる編（お父さん）
- 久米島の久米仙 /ブラウン炭酸割（サラリーマン）

ナレーション
- SOLARE HOTELS & RESORT
- 大成ホーム エメラルドヒルズ残波
- スクエア泡瀬 /衝撃の 10 日間編
- メガネ1番/歳末スーパーセール
- A&W/ファミリーセット編
- イオン琉球旧盆セール
- イオン琉球お中元・お歳暮セール店内ナレーション

### スポーツ実況
- Jリーグ/FC琉球ホームゲーム中継（DAZN）
- Bリーグ/琉球ゴールデンキングスホームゲーム中継（バスケットLIVE / DAZN）
- ツール・ド・おきなわ 2011 （DVD）

### CDBOOK
- 創業者が初めて語る「やずや」の秘密

### イベントMC
- 沖縄 MICE コンテンツトレードショー
- ミスインターナショナルレセプションパーティー
- 第63回全国理容競技大会沖縄大会
- RACO 琉球アジアコレクション 2011